# 1949 w sztukach plastycznych
Wydarzenia w sztukach plastycznych i wizualnych w 1949 roku.

## Wydarzenia
- W Katowicach otwarte zostało Biuro Wystaw Artystycznych.
- W Krakowie została założona grupa Nurt.

## Malarstwo
- Willem de Kooning

Ashville (1948–1949) – olej i farba emaliowa na papierze przymocowanym do deski, 67,3x81,2 cm
Attyka
- Wols

Ptak
- Salvador Dalí

Atomowa Leda
- Edward Hopper

Samo południe
Nocna konferencja
- Aleksander Kobzdej

Podaj cegłę
- Andrzej Wróblewski

Rozstrzelanie
- Mark Rothko

Złocista kompozycja – olej na płótnie, 168x105 cm
Untitled (Violet, Black, Orange, Yellow on White and Red) – olej na płótnie, 207x167,6 cm, kolekcja Muzeum Guggenheima w Nowym Jorku
- Clyfford Still

Bez tytułu – olej na płótnie, 203,3x174,7 cm

## Grafika
- Maurits Cornelis Escher

Podwójna planetoida – drzeworyt sztorcowy

## Rzeźba
- Alina Szapocznikow

Portret kobiety
Studium głowy kobiety w chuście

## Urodzeni
- 27 stycznia – Zbigniew Rybczyński, polski reżyser, operator filmowy, artysta multimedialny, laureat Oscara
- 11 marca – Griselda Pollock, brytyjska krytyczka sztuki
- 4 czerwca – Anna Wąsikiewicz, polska malarka
- 5 lipca – Teresa Murak, polska performerka, twórczyni instalacji
- Witosław Czerwonka (zm. 2015),  polski artysta interdyscyplinarny

## Zmarli
- 17 marca – Aleksandra Ekster (ur. 1882) artystka awangardy
- 3 maja – Mariano Fortuny y Madrazo (ur. 1871), hiszpański malarz modernista, fotograf, scenograf, projektant tkanin i mody
- 20 sierpnia – Ragnhild Kaarbø (ur. 1889), norweska malarka
- 19 listopada – James Ensor (ur. 1860), belgijski malarz, grafik, pisarz i kompozytor
- 4 grudnia – Maria Werten (ur. 1888), polska malarka, rysowniczka, graficzka i popularyzatorka sztuki polskiej w Stanach Zjednoczonych